# Rosyjska Formuła 3 Sezon 1999
Rosyjska Formuła 3 w sezonie 1999 – była trzecim sezonem Rosyjskiej Formuły 3. Mistrzostwo kierowców zdobył Włoch Alberto Pedemonte, ścigający się Dallarą F399 dla Lukoil Racing.

## Kalendarz wyścigów
| Runda | Data        | Tor            | Zwycięzca (kierowcy) | Zwycięzca (zespoły)  |
| ----- | ----------- | -------------- | -------------------- | -------------------- |
| 1     | 16 maja     | Newskoje Kolco | Alberto Pedemonte    | Lukoil Racing        |
| 2     | 30 maja     | Togliatti Ring | Alberto Pedemonte    | Lukoil Racing        |
| 3     | 13 czerwca  | Togliatti Ring | Alberto Pedemonte    | Lukoil Racing        |
| 4     | 20 czerwca  | Newskoje Kolco | Fabio Babini         | Pilot F3 Engineering |
| 5     | 5 września  | Chodynka       | Alberto Pedemonte    | Lukoil Racing        |
| 6     | 5 września  | Chodynka       | Wiktor Kozankow      | West Canopus Castrol |
| 7     | 26 września | Newskoje Kolco | Alberto Pedemonte    | Lukoil Racing        |

## Klasyfikacja kierowców
| Legenda oznaczeń w tabelach wyników Wyświetl szablon na nowej stronie | Legenda oznaczeń w tabelach wyników Wyświetl szablon na nowej stronie                                                                     |
| Oznaczenie                                                            | Wyjaśnienie |
| --------------------------------------------------------------------- | --- |
| Złoty                                                                 | Zwycięzca lub mistrzostwo |
| Srebrny                                                               | 2. miejsce lub wicemistrzostwo |
| Brązowy                                                               | 3. miejsce lub II wicemistrzostwo |
| Zielony                                                               | Ukończył, punktował (w klasyfikacji generalnej, gdy zdobył co najmniej jeden punkt na przestrzeni sezonu, poza trzema powyższymi opcjami) |
| Niebieski                                                             | Ukończył, nie punktował (w klasyfikacji generalnej, gdy nie zdobył co najmniej jednego punktu na przestrzeni sezonu)                      |
| Czerwony                                                              | Nie zakwalifikował się (NZ) |
| Czerwony                                                              | Nie prekwalifikował się (NPK) |
| Różowy                                                                | Nie ukończył (NU) |
| Różowy                                                                | Niesklasyfikowany (NS) (w klasyfikacji generalnej, gdy nie został sklasyfikowany w żadnym wyścigu sezonu)                                 |
| Czarny                                                                | Zdyskwalifikowany (DK) |
| Czarny                                                                | Wykluczony (WYK/EX) |
| Biały                                                                 | Nie wystartował (NW) |
| Biały                                                                 | Kontuzjowany (K/INJ) |
| Biały                                                                 | Wyścig odwołany (OD/C) |
| Bez koloru                                                            | Został wycofany (WYC/WD) |
| Bez koloru                                                            | Nie przybył (NP/DNA) |
| Bez koloru                                                            | Nie brał udziału w treningach (NT/DNP) |
| Bez koloru                                                            | Nie został zgłoszony (–) |
| Pogrubienie                                                           | Start z pole position |
| Kursywa                                                               | Najszybsze okrążenie wyścigu |
| †                                                                     | Nie ukończył, ale jego rezultat został zaliczony ze względu na przejechanie więcej niż 90% dystansu wyścigu.                              |
| *                                                                     | Sezon w trakcie |
| 1/2/3                                                                 | Punktowana pozycja w sprincie kwalifikacyjnym                                                                                             |
| Lista systemów punktacji Formuły 1                                    | |

| Poz. | Kierowca             | Zespół               | PET | TOG | TOG | PET | CHD | CHD | PET | Punkty |
| ---- | -------------------- | -------------------- | --- | --- | --- | --- | --- | --- | --- | ------ |
| 1    | Alberto Pedemonte    | Lukoil Racing        | 1   | 1   | 1   | 2   | 1   | 3   | 1   | 63,5   |
| 2    | Fabio Babini         | Pilot F3 Engineering | 2   | NU  | 2   | 1   | 2   | ?   | 2   | 40     |
| 3    | Wiktor Kozankow      | West Canopus Castrol | 3   | 2   | NU  | NU  | 3   | 1   | 3   | 35,5   |
| 4    | Aleksander Pawłowski | Lukoil Racing        | 4   | 3   | NU  | 3   | 4   | 2   | 4   | 34,5   |
| 5    | Jewgienij Kuwaldin   | West Canopus Castrol | 5   | 4   | 3   | 4   | 7   | 4   | 5   | 30     |
| 6    | Aleksander Antonow   | Pilot F3 Engineering | NU  | 5   | 4   | 6   | 5   | 5   | 6   | 24     |
| 7    | Siergiej Żłobin      | Canopus Motor Sport  | NU  | NU  | NU  | 5   | 6   | NU  | 7   | 9      |
| 8    | Aleksander Kaniszow  | Canopus Motor Sport  | -   | -   | NU  | 7   | 9   | ?   | 9   | 4      |
| 9    | Dawid Ramiszwili     | Astrada              | -   | -   | NU  | -   | 8   | ?   | 8   | ?      |
| NS   | Siergiej Masłow      | Lukoil Racing        | -   | -   | NU  | -   | -   | -   | -   | 0      |